# Nefrostomía percutánea
La nefrostomía es una técnica urológica que permite la derivación temporal de la vía urinaria buscando con esto preservar la función renal, aliviar el dolor y/o drenar la orina infectada.
La nefrostomía percutánea es un procedimiento en el que se realiza una comunicación entre el riñón y la superficie cutánea para obtener un drenaje percutáneo y descompresión del sistema colector renal.
Sus dos objetivos principales se resumen en conseguir una manipulación percutánea intrarrenal y en tener una derivación urinaria externa en presencia de uropatía obstructiva.

## Indicaciones de la nefrostomía percutánea
Debido a que es una técnica tanto diagnóstica como terapéutica, las indicaciones se dividen según este criterio. Las indicaciones de nefrostomía percutánea en el riñón trasplantado es generalmente idéntica al riñón nativo.

### Indicaciones diagnósticas
1. Evaluar la morfología y función del sistema renal obstruido. Se puede realizar estudio bioquímico secuencial de la orina, pielouretrograma anterógrado y urodinamia del tracto urinario superior.
2. Evaluar la existencia real de una obstrucción mediante dos pruebas: Prueba de Whitaker y Prueba de Vela Navarrete.

### Indicaciones terapéuticas
1. Tratamiento de obstrucción del tracto urinario superior asociado a hidronefrosis, anuria e insuficiencia renal crónica.
2. Apoyo para la litotricia extracorpórea en cálculos de masa crítica.
3. Abordaje en la operación renal percutánea en la nefrolitotomía o endopielotomías.
4. Tratamiento de las complicaciones urológicas postrasplante renal.
5. Procedimientos sobre los uréteres tales como colocación de stent ureteral, en la dilatación ureteral y en la extracción de cuerpos extraños.
6. Tratamiento de fístulas urinarias ya sean, reno-cutáneas, uretero vesicales o vesico-vaginal.

## Uropatía obstructiva
La indicación principal de la nefrostomía percutánea radica en el tratamiento de uropatía obstructiva en un 85-90%. La uropatía obstructiva está involucrada en un 10% de las causas de insuficiencia renal aguda y 4% de insuficiencia renal crónica.
Se puede dividir en: 

### De causa benigna
- Litiasis.
- Coágulos sanguíneos.
- Fibrosis post quirúrgica.
- Fibrosis retroperitoneal.
- Obstrucción del tracto urinario relacionada con embarazo.

### De causa maligna
- Adenopatías.
- Carcinoma de próstata.
- Carcinoma cervicouterino.

### Ventajas de utilizarlo en pacientes con uropatía obstructiva
1. Disminuye morbilidad.
2. Mejora el drenaje del riñón.
3. Disminuye las presiones intrapiélicas.
4. Se puede crear un acceso quirúrgico en caso de ser necesario.
5. Existe una mayor posibilidad de poder realizar estudios complementarios.
6. Permite crear una ruta para el uso de antibióticos en caso de que la obstrucción haya producido una infección.

## Contraindicaciones de la Nefrostomía Percutánea
Las contraindicaciones se pueden dividir en: 

### Absolutas
1. Enfermedad crítica con corta expectativa de vida.
2. Trastornos severos de la coagulación como diatésis hemorrágica.
3. Presencia de tumores vascularizados o quistes hidatídicos en el trayecto de la aguja.

### Relativas
1. Hiperkalemia severa.
2. Coagulopatía corregible.
3. Alergia a los contrastes yodados.
4. Inestabilidad hemodinámica.
5. Interposición del colon.
6. Anomalías en la posición del riñón.
7. Paciente que no colabora o no se quiere realizar el procedimiento.

## Complicaciones de la Nefrostomía percutánea
El procedimiento generalmente es seguro. La mortalidad asociada es de aproximadamente 0,04% y la incidencia de complicaciones importantes es de 5%.

### Lesión de órganos vecinos
Se puede dar una lesión de duodeno, vasos intercostales, pleura produciendo un neumotórax y colon causando fístula retroperitoneal y peritonitis.  

### Perforación de la pelvis renal
En presencia de urinoma o posición anormal del catéter. 

### Complicaciones vasculares
Tales como fístulas arteriovenosas, pseudoaneurismas arteriovenosos y hematomas retroperitoneales por lesión de un vaso sanguíneo. 

### Obstrucción del catéter
Debido a la presencia de coágulos sanguíneos, detritos, grumos de pus o fragmentos litiásicos.

### Fallo en la extracción de los litos
Hay un pequeña posibilidad de que no sea posible eliminar con éxito todas las piedras ya sea por el tamaño, la cantidad o la localización de la piedra en el sistema colector. Esto hace que sea requerido un tratamiento adicional.

## Procedimiento de la nefrostomía percutánea

### Preparación preoperatoria
Se debe administrar profilaxis antibiótica para reducir el riesgo de sepsis. Los antibióticos recomendados son Tobramicina, sin embargo caso de que el paciente tenga insuficiencia renal crónica se puede administrar ceftriaxona. 

### Preparación operatoria
El paciente se debe colocar en decúbito prono con una almohada abdominal para abrir el espacio costo iliaco. 
El método de punción más utilizada es ecodirigida para poder coincidir con la porción del tracto urinario superior que se desea punzar. 
Previo a realizar la punción se coloca anestesia local, seguidamente se procede a introducir la aguja de forma oblicua, cuando atraviesa la cápsula renal la aguja se desplaza con la respiración y se presenta cierta falta de resistencia al penetrar la vía urinaria. Posteriormente se aspira hasta obtener orina o pus. Es importante colocar medio de contraste para revisar y asegurar el control fluoroscópico. 

### Cuidados postoperatorios
Dentro de los cuidados y tratamiento posterior a la cirugía se incluye: 
- Manejo del dolor.
- Realizar espirometrías incentivas.
- Administración de alimentación parenteral por dos días y pequeñas cantidades de líquidos.
- Importante movilizarse con vigilancia del personal para evitar complicaciones de encamamiento como úlceras o trombosis.